# Rasošky
Rasošky är en ort i Tjeckien. Den ligger i den centrala delen av landet, 110 km öster om huvudstaden Prag. Rasošky ligger 263 meter över havet och antalet invånare är 571.
Terrängen runt Rasošky är platt, och sluttar söderut.Runt Rasošky är det ganska tätbefolkat, med 120 invånare per kvadratkilometer. Närmaste större samhälle är Hradec Králové, 13,7 km söder om Rasošky. Trakten runt Rasošky består till största delen av jordbruksmark.